# Macromitrium lauterbachii
Macromitrium lauterbachii là một loài rêu trong họ Orthotrichaceae. Loài này được Broth. ex M. Fleisch. mô tả khoa học đầu tiên năm 1904.